# Yadier Del Valle
Yadier Alejandro Del Valle Hernández (Ciego de Ávila, 29 de julio de 1996) es un artista marcial mixto cubano que compite en la categoría de peso pluma.

## Carrera de artes marciales mixtas

### Carrera temprana
Yadier empezó su carrera como profesional en MMA el 15 de junio de 2019. Desde entonces, ha acumulado un invicto de 7-0 compitiendo en promociones como Fury FC y Combate Global.

### Dana White's Contender Series
El 15 de octubre de 2024, Del Valle participó en la semana 10 de la octava temporada del Dana White's Contender Series. Allí se enfrentó a Antônio Monteiro, llevándose la victoria por decisión unánime y por su gran desempeño en la pelea, se ganó un contrato con UFC.

### Ultimate Fighting Championship
Está previsto que su debut en UFC ocurra el 17 de mayo de 2025 en el evento UFC Fight Night 256, donde enfrentará a Connor Matthews.

## Récord en artes marciales mixtas
| Récord profesional | Récord profesional | Récord profesional |
| 9 peleas           | 9 victorias        | 0 derrotas         |
| ------------------ | ------------------ | ------------------ |
| Nocaut             | 2                  | 0                  |
| Sumisión           | 3                  | 0                  |
| Decisión           | 4                  | 0                  |

| Resultado | Récord | Oponente          | Método                      | Evento                              | Fecha                   | Ronda | Tiempo | Localización          | Notas |
| --------- | ------ | ----------------- | --------------------------- | ----------------------------------- | ----------------------- | ----- | ------ | --------------------- | ----- |
| Victoria  | 9–0    | Connor Matthews   | Sumisión (Rear-Naked Choke) | UFC Fight Night: Burns vs. Morales  | 17 de mayo de 2025      | 1     | 2:54   | Las Vegas, Nevada     |       |
| Victoria  | 8–0    | Antônio Monteiro  | Decisión (unánime)          | Dana White's Contender Series       | 15 de octubre de 2024   | 3     | 5:00   | Las Vegas, Nevada     |       |
| Victoria  | 7–0    | Pena Allamov      | Decisión (unánime)          | Fury FC 91                          | 9 de junio de 2024      | 3     | 5:00   | Rosenberg, Texas      |       |
| Victoria  | 6–0    | Adam Smith        | Sumisión (guillotine choke) | Fury FC - Challenger Series 11      | 4 de febrero de 2024    | 1     | 1:06   | Houston, Texas        |       |
| Victoria  | 5–0    | Michael Aswell    | Decisión (unánime)          | Fury FC 80                          | 25 de junio de 2023     | 3     | 5:00   | Houston, Texas        |       |
| Victoria  | 4–0    | Miguel Lugo       | TKO (golpes)                | Combate Global - Martinez vs. Osuna | 7 de octubre de 2022    | 2     | 2:04   | Miami, Florida        |       |
| Victoria  | 3–0    | Aric Mercado      | Decisión (unánime)          | Fury FC 48                          | 25 de julio de 2021     | 3     | 5:00   | Houston, Texas        |       |
| Victoria  | 2–0    | Alonso Sanchez    | Sumisión (armbar)           | Fury FC 40                          | 13 de diciembre de 2019 | 1     | 4:27   | Humble, Texas         |       |
| Victoria  | 1–0    | Nicko Commissiong | TKO (golpes)                | Bayou FC 38                         | 15 de junio de 2019     | 1     | 2:12   | Youngsville, Luisiana |       |